# John Farinacci
John Farinacci, född 14 februari 2001, är en amerikansk professionell ishockeyforward som är kontrakterad till Boston Bruins i National Hockey League (NHL) och spelar för Providence Bruins i American Hockey League (AHL).
Han har tidigare spelat för Harvard Crimson i National Collegiate Athletic Association (NCAA) och Muskegon Lumberjacks och Team USA i United States Hockey League (USHL).
Farinacci draftades av Arizona Coyotes i tredje rundan i 2019 års draft som 76:e spelare totalt.
Han är kusin till Ryan Donato, syskonson till Ted Donato samt svåger till Brady Tkachuk.

## Statistik
| 2014–2015   | New Jersey Colonials U13   | AYHL        | 34  | 50 | 54 | 104 | 58 | — | — | —  | —  | — |
| 2015–2016   | Delbarton Green Wave       |             | 30  | 7  | 11 | 18  | —  | — | — | —  | —  | — |
|             | New Jersey Colonials U14   | AYHL        | 19  | 18 | 29 | 47  | 26 | 5 | 3 | 11 | 14 | 4 |
| 2016–2017   | Shattuck St. Mary's Sabres |             | 53  | 28 | 35 | 63  | 12 | — | — | —  | —  | — |
| 2017–2018   | Dexter Southfield School   |             | 27  | 26 | 27 | 53  | —  | — | — | —  | —  | — |
|             | Muskegon Lumberjacks       | USHL        | 2   | 0  | 0  | 0   | 0  | — | — | —  | —  | — |
|             | Team USA                   | USHL        | 5   | 2  | 1  | 3   | 0  | — | — | —  | —  | — |
|             | U.S. National U17 Team     |             | 5   | 2  | 1  | 3   | 0  | — | — | —  | —  | — |
| 2018–2019   | Dexter Southfield School   |             | 16  | 12 | 21 | 33  | —  | — | — | —  | —  | — |
|             | Boston Jr. Eagles U18      | EHF Elite   | 11  | 11 | 5  | 16  | 0  | — | — | —  | —  | — |
|             | Muskegon Lumberjacks       | USHL        | 2   | 2  | 1  | 3   | 0  | — | — | —  | —  | — |
|             | Team USA                   | USHL        | 2   | 0  | 0  | 0   | 2  | — | — | —  | —  | — |
|             | U.S. National U18 Team     |             | 2   | 0  | 0  | 0   | 0  | — | — | —  | —  | — |
| 2019–2020   | Harvard Crimson            | NCAA        | 31  | 10 | 12 | 22  | 21 | — | — | —  | —  | — |
| 2020–2021   | Muskegon Lumberjacks       | USHL        | 7   | 4  | 4  | 8   | 2  | — | — | —  | —  | — |
| 2021–2022   | Harvard Crimson            | NCAA        | 29  | 10 | 9  | 19  | 12 | — | — | —  | —  | — |
| 2022–2023   | Harvard Crimson            | NCAA        | 19  | 5  | 15 | 20  | 2  | — | — | —  | —  | — |
| 2023–2024   | Providence Bruins          | AHL         | 71  | 12 | 26 | 38  | 16 | 4 | 1 | 1  | 2  | 0 |
| 2024–2025   | Boston Bruins              | NHL         | 1   | 1  | 0  | 1   | 0  | — | — | —  | —  | — |
|             | Providence Bruins          | AHL         | 57  | 9  | 28 | 37  | 4  | — | — | —  | —  | — |
| NHL totalt  | NHL totalt                 | NHL totalt  | 1   | 1  | 0  | 1   | 0  | — | — | —  | —  | — |
| AHL totalt  | AHL totalt                 | AHL totalt  | 128 | 21 | 54 | 75  | 20 | 4 | 1 | 1  | 2  | 0 |
| NCAA totalt | NCAA totalt                | NCAA totalt | 79  | 25 | 36 | 61  | 35 | — | — | —  | —  | — |
| USHL totalt | USHL totalt                | USHL totalt | 18  | 8  | 6  | 14  | 4  | — | — | —  | —  | — |

### Internationellt
| Källa: Uppdaterad: 2025-04-16 | Källa: Uppdaterad: 2025-04-16 | Källa: Uppdaterad: 2025-04-16 |         | Utv = Utvisningsminuter | Utv = Utvisningsminuter | Utv = Utvisningsminuter | Utv = Utvisningsminuter | Utv = Utvisningsminuter |
| År                            | Lag                           | Mästerskap                    | Matcher | Mål                     | Assists                 | Poäng                   | Utv                     |                         |
| ----------------------------- | ----------------------------- | ----------------------------- | ------- | ----------------------- | ----------------------- | ----------------------- | ----------------------- | ----------------------- |
| 2018                          | USA                           | Hlinka Gretzky                | 5       | 2                       | 3                       | 5                       | 0                       |                         |
| 2021                          | USA                           | JVM                           | 7       | 5                       | 2                       | 7                       | 2                       |                         |
| Junior totalt                 | Junior totalt                 | Junior totalt                 | 12      | 7                       | 5                       | 12                      | 2                       |                         |